# Jelly Roll Morton
"Jelly Roll" Morton, eg. Ferdinand Joseph La Menthe, född 20 september 1885 i New Orleans, Louisiana, död 10 juli 1941 i Los Angeles, Kalifornien, var en amerikansk pianist, kompositör, sångare och orkesterledare. Han var en av pionjärerna inom jazzmusiken, som han hävdade att han själv uppfunnit. Han spelade in sin första skiva 1923. Många av hans kompositioner räknas som så kallade evergreens inom jazzen.

## New Orleans

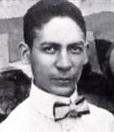
Jelly Roll Morton cirka 1917-1918.

Om födelseåret finns flera uppgifter mellan 1885 och 1890. Man har ännu inte hittat någon födelseattest. Hans dödsattest från Kalifornien uppger födelsedagen till den 20 september 1889 och anger hans mors flicknamn som Monette. Men Morton själv och hans halvsystrar menade att 1885 var hans verkliga födelseår. Morton föddes in i ett kreolskt samfund i grannskapet Faubourg Marigny i centrala New Orleans. Hans föräldrar var Edward J. Lamothe och Louise Monette (Lemott och Monett enligt dopattesten). Eulaley Haco (Eulalie Hécaud) var gudfader. Mortons föräldrar var inte legalt gifta. Han tog sig namnet Morton som en anglifiering av styvfaderns namn, Mouton.
Han var vid sidan av Tony Jackson en av de främst ansedda pianisterna i distriktet Storyville vid 1900-talets början. Hans största musikaliska inspiration var Tony Jackson. Enligt Morton var Jackson den ende pianisten som var bättre än han själv. Han kunde även prestera ett drivet gitarrspel. Vid sidan av diverse andra jobb var han också vid en tidpunkt hallick.

## Turnéer
Efter att ha lämnat New Orleans reste Morton runt i Nordamerika. Han tillbringade många år i Kalifornien innan han flyttade till Chicago 1923. Där gjorde han sina första inspelningar, både som solopianist för Gennett och tillsammans med olika jazzorkestrar.

## Victor-inspelningarna
1926 lyckades Morton få ett kontrakt om skivinspelningar med Victor, USA:s största och mest prestigefyllda skivbolag. Därmed fick han en chans att få sina arrangemang inspelade i Victors skivstudio i Chicago. Dessa inspelningar med Jelly Roll Morton & His Red Hot Peppers räknas som klassiker i 1920-talets jazz. Orkestern bestod av jazzpersonligheter som Kid Ory, Omer Simeon, Barney Bigard, Johnny Dodds och Baby Dodds. Jelly Roll Morton & His Red Hot Peppers blev ett av de första band som bokades för turnéer av MCA.

## New York
Morton flyttade till New York 1928, där han fortsatte sina inspelningar för Victor. 
Hans pianosolon och trioinspelningar är högt skattade men hans bandinspelningar når inte upp till sidorna från Chicago, där Morton kunde få tag i många stora musiker från New Orleans som medspelare. I New York hade Morton besvär med att hitta musiker, som ville spela hans jazzstil. På grund av den stora depressionen och grammofonskiveindustriens nära kollaps, blev Mortons skivkontrakt inte förnyat av Victor 1931. Morton fortsatte att spela i New York med viss framgång och hade en kort period ett radioprogram under 1934. Därefter blev han tvingad att dra på turné med ett band i en omkringresande varieté. Han hamnade till slut i Washington D.C., där folkloristen Alan Lomax hörde honom spela solopiano på en sylta i ett afro-amerikansk område. Morton var även ceremonimästare, direktör och bartender på stället där han spelade.

## Intervjuerna från The Library of Congress
I maj 1938 började Alan Lomax ta upp intervjuer med Morton för Library of Congress. Dessa upptagningar var ursprungligen tänkta att vara korta intervjuer med musikaliska exempel att användas av musikforskare på the Library of Congress. De svällde dock raskt ut till åtta timmar med Morton som pratade och spelade piano, plus längre intervjuer som Lomax skrev ned men som han inte spelade in. Trots den låga kvaliteten på dessa icke-kommersiella inspelningar har deras musikaliska och historiska betydelse fascinerat jazzfans och delar har upprepade gånger givits ut kommersiellt. Dessa intervjuer bidrog till att säkra Mortons plats i jazzhistorien.
Lomax var mycket intresserad av Mortons tid i Storyville och några av de specifika sånger som spelades i Storyville. Morton var motvillig att berätta om och spela in dessa men gav efter för Lomax i efterhand. Mortons smeknamn "Jelly roll" är en sexuell anspelning och många av texterna från tiden i Storyville var vulgära. Vissa inspelningar från the Library of Congress har inte givits ut förrän i slutet på 1900-talet på grund av detta.
Morton insåg att vara född 1890 var väl ungt för att kunna överbevisa om att han var jazzens uppfinnare och presenterade därför sig själv som fem år äldre. Forskning har visat att Morton daterade några av de tidigaste händelserna i sitt liv några år för tidigt och att hans uttalande om att Buddy Bolden spelade ragtime och icke jazz, motsägs av andra samtidiga från New Orleans. Invändningar kan dock bero på hur dessa begrepp definierades och kunde uppfattas olika. De flesta andra av Mortons hågkomster har likväl visat sig vara pålitliga.

## Mortons senare år
Under den perioden då han spelade in sina intervjuer, blev Morton allvarligt skadad av knivstick när ett slagsmål bröt lös på en sylta i Washington, D. C. där han spelade. Han kom sig aldrig helt efter skadorna och var i efterhand svårt sjuk och fick lätt andningsproblem. Morton gjorde en ny serie med kommersiella inspelningar i New York med flera omnämnda låtar från sina tidigare år, som han hade berättat om i intervjuerna för the Library of Congress.
Han flyttade därefter till Los Angeles, Kalifornien med en rad manuskript på nya låtar och arrangemang med planer på att bilda ett nytt band och få ny fart på sin karriär. Han blev dock allvarligt sjuk efter sin ankomst och avled i juli 1941.

## Arvet efter Morton

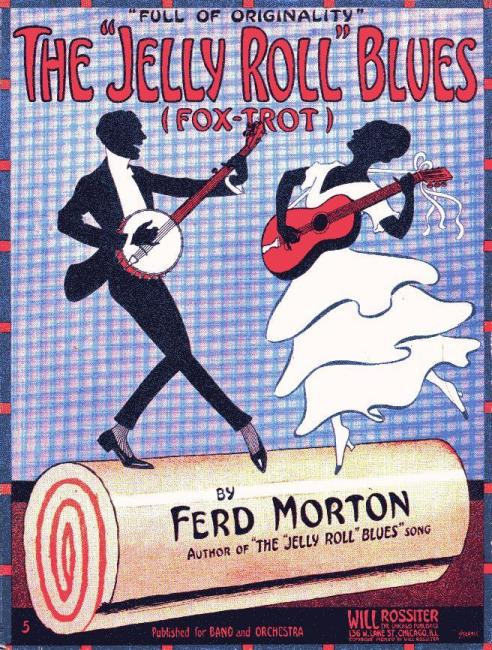
Nothäfte med Mortons självbetitlade Jelly Roll Blues från 1915.

Morton skrev drygt hundra låtar, inklusive «Black Bottom Stomp», «Buddy Bolden's Blues», «Cannon Ball blues», «Dead Man Blues», «Wolverine Blues», «The Pearls», «Wild Man Blues», «Froggie More Rag», «Kansas City Stomp», «London Blues», «Sweet Substitute», «Creepy Feeling», «Good Old New York», «Sidewalk Blues», «Tank Town Bump», «Grandpa's Spells», «Shreveport Stop», «Freakish», «Shake It», «Burnin' The Iceberg», «Ganjam», «Pacific Rag», «My Home Is In A Southern Town», «Turtle Twist», «Why?», «New Orleans Bump», «Fickle Fay Creep», «Stratford Hunch», «Chicago Breakdown», «Milenberg Joys», «Red Hot Pepper», «Jungle Blues», «Mint Julep», «Pontchartrain», «Pep», «Someday Sweetheart», «The Finger Buster», «The Crave», «Mama Nita» och «Big Fat Ham». 
Flera av hans kompositioner var musikaliska hyllningar till honom själv: till exempel "Winin' Boy Blues", "The Original Jelly-Roll Blues" och "Mister Jelly Lord". Under storbandseran blev "King Porter Stomp", som Morton publicerade 1924, en stor hit för såväl Fletcher Henderson, Benny Goodman, Glenn Miller, Harry James som Bob Crosby, och blev ett standardnummer för de flesta andra swingorkestrarna på den tiden. Morton hävdade att han också hade skrivit några låtar som andra hade rättigheterna till, såsom "Alabamy Bound" och "Tiger Rag".
Två shower på Broadway har haft med hans musik: Jelly Roll och Jelly's Last Jam. Den första bygger tungt på Mortons egna ord och historier från intervjuerna för the Library of Congress. Den sista föreställningen har medfört stor kontrovers med sitt eget mycket uppdiktade och osympatiska porträtt av Morton, vilket Mortons familj gjort rättssak av.

## Diskografi
| När?     | Var?           | Vad?                                                                                | Vilka?                           | Hos vem?              |
| -------- | -------------- | ----------------------------------------------------------------------------------- | -------------------------------- | --------------------- |
| 1918     | Kalifornien    | Wolverine, King Porter                                                              | Kvintett                         | Okänt                 |
| 1922     | Chicago        | Dead Man Blues, Grandpa’s Spells                                                    | Pianorulle solo                  | QRS m.fl.             |
| 1923-06  | Chicago        | Big Fat Ham, Muddy Water Blues                                                      | Pianosolo                        | Paramount             |
| 23-07-17 | Richmond, Ind. | King Porter Stomp, New Orleans Joys                                                 | Pianosolo                        | Gennet 5289+5486      |
| 23-07-17 | Richmond       | Sobbin Bl, Clarinet Marmalade, Mr. Jelly Lord                                       | New Orleans Rhythm Kings +Morton | Gennet 5220           |
| 23-07-18 | Richmond       | London Blues, Milenberg Joys                                                        | New Orleans Rhythm Kings +Morton | Gennet 5221+5217      |
| 23-07-18 | Richmond       | Granpa’s Spells, Kansas City St, Wolverine Bl, The Pearls                           | Pianosolo                        | Gennet 5218+5289+5323 |
| 23-12-   | Chicago        | Someday Sweetheart, London Blues                                                    | Jazz Band                        | Okeh 8105             |
| 24-04-   | Chicago        | Mr. Jelly Lord, Steady Roll                                                         | Steamboat Stomp Kings            | Paramount 20332       |
| 24-04-   | Chicago        | Mamanita, 35th Streat Blues                                                         | Pianosolo                        | Paramount             |
| 24-06-?  | Richmond       | Mr Jelly Lord                                                                       | Okänd sammansättning             | Champion              |
| 24-06-09 | Richmond       | Tia Juana, Mamanita, Perfect Rag, Copenhagen                                        | Pianosolon                       | Gennet 3043+5486      |
| 24-06-09 | Richmond       | Bucktown Bl, Tom Cat BL, Jelly Roll Bl, Big Fat Ham, Shreveport St, Stratford Hunch | Pianosolon                       | Gennet 5515+5552+5590 |
| 24-06-   | Chicago        | London Blues                                                                        | Pianosolo                        | Autograph 607         |
| 1924-?-  | Chicago        | Fish Tail Bl, High Society, Weary Bl, Tiger Rag                                     | Kings of Jazz                    | Autograph 617         |
| 24-07-   | Chicago        | King Porter St, Weatherbird Rag, Tom Cat Bl                                         | Duett med Oliver                 | Autograph 623         |
| 24-7-    | Chicago        | My Gal, Wolverine Blues                                                             | Trio (de Faut)                   | Rialto 535            |